# ویسوکا (کورشوملییا)
ویسوکا (به صربی: Visoka) یک منطقهٔ مسکونی در صربستان است که در کورشوملیا واقع شده‌است. ویسوکا ۱۵۸ نفر جمعیت دارد.